# Graphium macfarlanei
The Green Triangle Butterfly or Green Triangle (Graphium macfarlanei) là một loài bướm thuộc họ Papilionidae. It is found along the northern Gulf and đông bắc bờ biển của Queensland, cũng như on Moluccas, New Guinea, Admiralty Islands và New Britain.
Sải cánh dài khoảng 70 mm.
Ấu trùng ăn Desmos species (bao gồm Desmos chinensis), Annona muricata and Rollinia deliciosa.

## Phụ loài
- Graphium macfarlanei macfarlanei (Bachan, Ternate, Halmahera, Waigeu, Misool, Salawati, western Irian to Papua, đông bắc Australia)
- Graphium macfarlanei cestius (Fruhstorfer, 1903) (Buru, Ambon, Serang)
- Graphium macfarlanei seminigra (Butler, 1882) (New Britain, New Ireland)